# Bryonia cretica
Bryonia cretica là một loài thực vật có hoa trong họ Cucurbitaceae. Loài này được L. mô tả khoa học đầu tiên năm 1753.